# Лев IV Хозар
Лев IV Хозар (грец. Λέων ὁ Χάζαρος, 25 січня 750 — 8 вересня 780) — імператор Візантії з 775 по 780 рік.
Лев IV Хозар був сином і наступником імператора Костянтина V. Названий Хозар хроністами через хозарське походження його матері Чічак (Ірина з Хозарії). Він був названий співімператором його батьком у  751 році. У його коротке царювання переслідування за ікони майже припинилися. Як і його батько Костянтин V та дід — Лев III Ісавр вів успішно війни з арабами та болгарами.
Його правління позначене сильним впливом його дружини Ірини з Афін. Від шлюбу з Іриною у Лева народився син, майбутній імператор Костянтин VI. У 776 році Лев IV робить його спадкоємцем трону. У 780 році Лев IV Хозар раптово помирає залишивши дружину регентом при малолітньому імператорі.